# Мельницька унія
Мельницька унія (пол. Unia mielnicka) — унія між Польським королівством і Великим князівством Литовським, укладена в м. Мельнику (Підляшшя) 3 жовтня 1501 при обранні великого князя литовського Олександра польським королем.
Унія була зумовлена прагненням польської та литовської шляхти об'єднати сили для боротьби проти Великого князівства Московського та інших ворогів, передбачала спільне обрання шляхтою обох країн єдиного монарха, спільну внутрішню і зовнішню політику, єдину монету тощо. У виданому в Мельнику привілеї було розширено політичні права магнатів (контроль королівської влади, право не підкоритися королю, якщо його дії порушували раніше видані привілеї).
Литовський сейм не затвердив унію. Мельницький привілей, який встановлював магнатську олігархію, викликав опір шляхти, і його було скасовано.